# جاكي بيير
جاكي بيير (بالفرنسية: Jackie Pierre)‏ هو سياسي فرنسي، ولد في 27 مايو 1946 في فرنسا. حزبياً، نشط في الاتحاد من أجل حركة شعبية. وقد انتخب عضو مجلس الشيوخ الفرنسي وانتخب رئيس بلدية ‏ La Chapelle-aux-Bois ‏ (14 مارس 1983 – 16 مارس 2008).